# KEO (piwo)

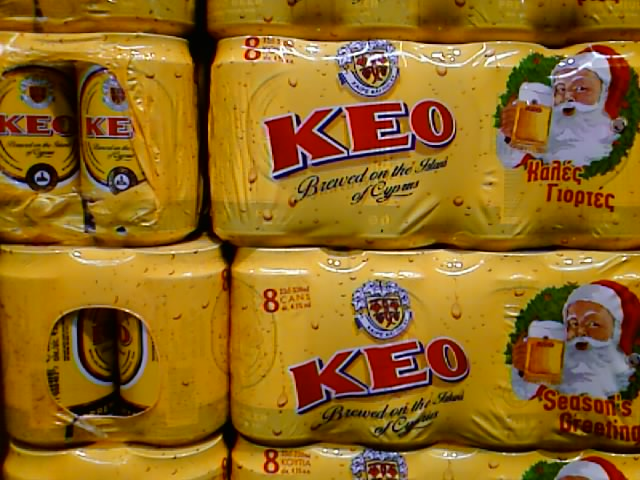
Piwo KEO

KEO – cypryjska marka piwa dolnej fermentacji typu lager wytwarzanego w browarze w Limassol przez spółkę KEO Ltd od roku 1951.

## Historia
Pomysł produkcji piwa powstał w spółce KEO w roku 1937 jednak z jednej strony brak doświadczenia w wytwarzaniu tego trunku, jak również późniejszy wybuch II wojny światowej spowodowały, że realizację tego zamiaru trzeba było odłożyć na później. W roku 1947 po przeanalizowaniu przedwojennego miesięcznego spożycia piwa na Cyprze (4.000 – 5.000 hektolitrów) podjęto decyzję o tym, że nowe piwo będzie produkowane w ilości 2.500 hektolitrów miesięcznie, przy prognozowanym spożyciu 7.000 – 8.000 hektolitrów piwa miesięcznie na Cyprze. Ze względu na to, że Pilsner Urquell było piwem popularnym przed wojną na wyspie podjęto decyzję, że KEO będzie piwem dolnej fermentacji, lagerem w smaku podobnym do Pilsnera, z zawartością 12% ekstraktu i 3.5% alkoholu. Cały projekt powierzono czeskiej firmie Skodaworks National Corporation, a później wybudowano browar w Limassol nieopodal tamtejszej winiarni.
Wyrób piwa KEO rozpoczęto w 1951 roku. Najpierw zajmowała się tym kolejna czeska firma Brewmaster Trappal, której pracownicy zajmowali się także szkoleniem Cypryjczyków w browarnictwie. Marka odniosła sukces i już dwa lata po wejściu na rynek firma KEO wytwarzała 15.000 hektolitrów piwa rocznie – były to maksymalne możliwości ówczesnego browaru, który odtąd sukcesywnie był rozbudowywany. Wprowadzono wtedy też na rynek piwo dolnej fermentacji typu stout, które nie odniosło sukcesu na rynku i szybko zostało wycofane ze sprzedaży.
Kłopoty zaczęły się w roku 1958, kiedy Cypr pogrążył się w walkach między społecznościami turecką i grecką i spożycie piwa spadło. Stan ten trwał przez ok. dziesięć następnych lat, by zmienić się diametralnie gdy firma F. Fotiadis Ltd rozpoczęła produkcję piwa Carlsberg w zbudowanym przez siebie browarze. Konsumpcja trunku wzrosła dzięki konkurencji obu firm do tego stopnia, że firma by odpowiedzieć zapotrzebowaniu wprowadziła w 1973 plan modernizacji browaru, za którego realizację odpowiadało duńskie przedsiębiorstwo Alfred Joergensen. Rok później doszło jednak do inwazji tureckiej na Cypr co wprowadziło znów chaos na wyspie i spowodowało zastój w ekonomii. Budzić zaczęła się ona dopiero w roku 1978 dzięki turystyce. Wtedy też wybudowano nową warzelnię. Następna większa przebudowa miała miejsce w latach 1992 – 1994, która doprowadziła do tego, że browar jest zdolny do produkowania miesięcznie ok. 30.000 hektolitrów piwa.
W roku 2010 w jednym z amerykańskich filmów pornograficznych użyto piwa właśnie tej marki, co spotkało się ze sprzeciwem zarządu firmy KEO, w której nota bene 20% udziałów posiada Cypryjski Kościół Prawosławny.

## Charakterystyka
KEO jest piwem dolnej fermentacji typu lager, warzonym ze słodu jęczmiennego, o barwie jasnosłomkowej, wzorowanym na czeskim piwie Pilsner Urquell.

## Nagrody
- Złoty medal The Brewing Industry International Awards w 1987 roku[2]

## Formy sprzedaży
Piwo KEO sprzedawane jest w następujący sposób:
- w butelkach 630ml w skrzynkach po 12 sztuk
- w butelkach 500ml w skrzynkach po 20 sztuk
- w butelkach 330ml w skrzynkach po 24 sztuk
- w puszkach 500ml w wielopakach po 6 i 8 sztuk
- w puszkach 330ml w wielopakach po 6 i 8 sztuk
- beczkowe w kegach 25l i minikegach 10l